# Jeļena Lazareva
Jeļena Lazareva (ros. Елена Лазарева, Jelena Łazariewa; ur. 1972) – łotewska polityk białoruskiego pochodzenia, posłanka na Sejm XI kadencji. 

## Życiorys
W 1993 ukończyła studia licencjackie z dziedziny ekonomii w Ryskim Uniwersytecie Technicznym (RTU), w następnym roku została absolwentem tejże uczelni jako inżynier-organizator. W 1998 uzyskała stopień magistra nauk ekonomicznych w dziedzinie przedsiębiorczości na RTU. podjęła pracę w branży ekonomicznej, została m.in. dyrektorem finansowym spółki "Iļģuciems". 
W wyborach w 2009 ubiegała się o mandat radnej stolicy z listy ugrupowania "Par Dzimtene!"/"Za Rodinu!" ("Za Ojczyznę!"). W wyborach w 2010 bez powodzenia próbowała zasiąść w Sejmie jako przedstawicielka Centrum Zgody (SC). W wyborach w 2011 uzyskała mandat parlamentarzystki z listy SC. Została przewodniczącą parlamentarnej grupy współpracy łotewsko-białoruskiej.
Jest z pochodzenia Białorusinką. Zasiada we władzach Związku Białorusinów Łotwy (Latvijas Baltkrievu savienība) oraz Zjednoczeniu Białoruskich Przedsiębiorców Łotwy "Droga Białorusi" (Latvijas Baltkrievu uzņēmēju asociācija "Baltkrievijas ceļš"). Brała udział w pracach nad słownikiem białorusko-łotewskim i łotewsko białoruskim jako szefowa projektu.